# I Shall Be Free
Az I Shall Be Free az utolsó dal az amerikai énekes-dalszerző Bob Dylan 1963-as The Freewheelin’ Bob Dylan albumáról. A szerző kevésbé ismert kompozíciói közé tartozik, nem került fel egyetlen válogatáslemezre sem, élőben sem játszotta.

## Története
A dal Lead Belly We Shall Be Free című dalának átirata, amit sokan feldolgoztak, köztük Dylan példaképe, Woody Guthrie is, 1944-ben. Dylan akkoriban teljesen Guthrie hatása alatt állt, 1961-ben még kórházban is meglátogatta a legendás dalszerző-énekest, akit Huntington-kórral kezeltek, valamint verset is írt Last Thoughts of Woody Guthrie címmel. Az albumra felkerült dallamváltozat is Guthrie felvételét idézi, de kihagyta annak refrénjét ("We'll soon be free/When the Lord will call us home").
1962-ben ötször vették fel, végül a lemezhez a másodikat használták fel. A Corrina, Corrina mellett ez volt az album egyetlen dala, ami nem hirtelen, hanem elhalkulással ért véget. A felvételen Dylan egyedül hallható, ő énekel, gitározik és szájharmonikázik. Éneke a dal laza hangulatának megfelelően néha késik, máshol pattogósabb, helyenként majdnem elneveti magát.
A dalról szóló kritikák vegyesek. Robert Shelton Dylan-életrajzában antiklimaktikusnak nevezi azt, hogy az album két leggyengébb dala a végére került. Todd Harvey azzal érvelt, hogy azzal, hogy a lemez végére tették, az album feloldozással, megkönnyebbüléssel ér véget a többi dal által kifejezett súlyos érzelmek és a We Shall Overcome-típusú himnuszok után.
A dalt a Simon and Garfunkel duó is előadta egy 1966-os koncerten a massachusettsi Amherstben.
Paul James 1989-es Acoustic Blues című albumán újra megjelentette a dalt, amely aztán 2003-ban rákerült a May Your Song Always Be Sung című Dylan-feldolgozásokat összegyűjtő albumra is.

## Koncepció
A dal egy szatirikus talking blues; abszurd képekkel operál, az elbeszélő csapongó stílusban veti le egymás után gondolatait. A szövegben a lírai én egy részeges, bűzlő fatelepi munkás, akit John F. Kennedy elnök felhív, hogy tanácsot kérjen tőle, hogyan lehetne az országot gyarapítani. A munkás monológja érinti a politika abszurditását, a férfi-női kapcsolatokat, a fogyasztói kultúrát, de önreflexíven utal a folk mozgalomra is: a szövegben használt "five feet short" nő alakja a századelőn gyakori szereplő volt a blues és skiffle dalszövegekben: Dylan az egész blues-hagyománnyal játszva mutat rá, hogy hatvan év alatt mennyit fejlődött a folk tradíció. Az önreflexió nemcsak a folk-szcénára, hanem magára Dylanre is áll, aki saját politikai megmondó státuszával szórakozik, valamint azokkal a progresszív entellektüelekkel, akik ezt a szerepet ráosztották. A dal végén kijelenti, hogy ő csak sétálgat és énekelget.
A dal a politika abszurditásából csinál viccet: az elnök egy irracionális alkoholista tanácsát kéri, míg egy másik politikus kampány alatt arról prédikál a templom előtt, hogy minden embert szeret, és különböző etnikumok ételeit kóstolja meg (bagel, pizza, belsőségek). Pellengérre állítja az ötvenes-hatvanas évek fogyasztói kultúráját és világát: megemlíti a „negyedik csatornát”, a WNBC-t, ami az első kereskedelmi csatorna volt: a zuhany alól egy focista lép ki, így reklámoz gyermekolajt. A lírai én ráförmed, ő inkább arról akar hallani, mi a helyzet az afroamerikai polgárjogi mozgalommal. A szövegben feltűnik a Procter & Gamble cég reklámfigurája, Mr. Clean is. A fogyasztáson túl az egész hidegháborús légkört nevetségessé teszi: álmában egy domboldalon kergetőzik egy nővel, miközben légiriadó-gyakorlat van, s bunkerek, fegyverek felett ugrál.
A szöveg feje tetejére állítja a férfi-nő kapcsolatot: a férfi egy semmirekellő alkoholista, a nő pedig egy akaratos, durva alkat, üvöltözik, horkol, a fejére üt, kirúgja az ágyból, mégis ő dolgozik napestig és küldi haza a csekkeket (külön kikacsintás, hogy a nő folkénekes).
A dal számos popkulturális alakot említ. Feltűnik John F. Kennedy, aki ekkor az Egyesült Államok elnökeként annak a progresszív liberális értelmiségi körnek a szimbolikus hőse volt, amelyhez Dylan is tartozott. Brigitte Bardot francia színésznő, szexszimbólum, a hatvanas évek divatjának meghatározó alakja. Anita Ekberg svéd modell volt, aki Federico Fellini Az édes élet című filmjében (1960) kapott legendás szerepet. Az olasz énekesnő és színésznő Sophia Loren pont ekkoriban került szupersztár státuszba. Martin Luther King baptista lelkész az afroamerikai polgárjogi mozgalom vezéralakja volt. Szintén a polgárjogi mozgalom alakjai közül tűnt fel Babatunde Olatunji nigériai születésű jazzdobos és a baseball-legenda Willie Mays. Elizabeth Taylor amerikai színésznő az ötvenes évek szexszimbóluma volt, Richard Burton színész pedig a dal megjelenésének idején házasságban élt Taylorral.

## I Shall Be Free No. 10
A dal nem tévesztendő össze Dylan egy másik, hasonló című dalával, az I Shall Be Free No. 10 cíművel, amely az Another Side of Bob Dylan albumon jelent meg, 1964-ben.